# Annibal Auguste de Farcy
 (décembre 2024).
Pour les autres membres de la famille, voir famille de Farcy.
Annibal Auguste de Farcy, chevalier, seigneur du Bois Cuillé (né à Cuillé le 12 décembre 1674, mort à Cuillé le 21 février 1758), seigneur de Gastines, de la Rivière, de Vigré, fut un conseiller non originaire au parlement de Bretagne le 7 novembre 1696, puis commissaire du Roi aux états de Bretagne, puis Doyen du parlement de Bretagne.

## Biographie
Membre de la famille de Farcy, il est page de la chambre du Roi en 1692. Il servit pour son père, dans l'arrière-ban de la province d'Anjou dont il fut aide-major en 1693. Il fut nommé conseiller non originaire en la Grand'chambre du parlement de Bretagne, par lettres du 7 novembre 1696, puis commissaire député par le Roi aux états de Bretagne. 
Il avait épousé, le 27 janvier 1695 Renée-Catherine du Moulin, fille de Daniel du Moulin, écuyer, seigneur du Brossay, du Lavoir et Saint-Grave, gouverneur du Château de Josselin et d'Esther Uzille.
Il mourut doyen du parlement de Bretagne le 21 février 1758, laissant une nombreuse postérité : 1° Madeleine, 2° François, 3° Annibal, 4° Lucie, 5° Jacques, 6° Charlotte, 7° Théodore, 8° Ange ,9° Auguste, 10° Louise, 11° Jeanne, 12° Camille, 13° Marie et 14° Charlotte.
Il est le père d'Auguste François Annibal de Farcy, évêque de Quimper.